# Jonesboro (Indiana)
Jonesboro és una població dels Estats Units a l'estat d'Indiana. Segons el cens del 2006 tenia 1.792 habitants.

## Demografia
Segons el cens del 2000, Jonesboro tenia 1.887 habitants, 768 habitatges, i 545 famílies. La densitat de població era de 857,1 habitants/km².
Dels 768 habitatges en un 32,4% hi vivien nens de menys de 18 anys, en un 54,6% hi vivien parelles casades, en un 12,8% dones solteres, i en un 29% no eren unitats familiars. En el 25% dels habitatges hi vivien persones soles el 8,2% de les quals corresponia a persones de 65 anys o més que vivien soles. El nombre mitjà de persones vivint en cada habitatge era de 2,46 i el nombre mitjà de persones que vivien en cada família era de 2,91.
Per edats la població es repartia de la següent manera: un 25,4% tenia menys de 18 anys, un 7,6% entre 18 i 24, un 29,4% entre 25 i 44, un 24,3% de 45 a 60 i un 13,3% 65 anys o més.
L'edat mediana era de 37 anys. Per cada 100 dones de 18 o més anys hi havia 90,1 homes.
La renda mediana per habitatge era de 36.974$ i la renda mediana per família de 42.036$. Els homes tenien una renda mediana de 33.611$ mentre que les dones 21.042$. La renda per capita de la població era de 16.723$. Entorn del 4,1% de les famílies i el 6,5% de la població estaven per davall del llindar de pobresa.

## Poblacions més properes
El següent diagrama mostra les poblacions més properes.